# 7398 Волш
7398 Волш (7398 Walsh) — астероїд головного поясу, відкритий 3 листопада 1986 року.
Тіссеранів параметр щодо Юпітера — 3,665.